# Borgata Tesso
Borgata Tesso è uno storico sotto-quartiere della Circoscrizione 5 di Torino, situato nell'area nord della città.
È delimitato:
- a nord e nord-est da via Stradella
- a est dalla ferrovia Torino-Ceres (fino alla vecchia stazione di Torino Dora, in piazza Baldissera)
- a sud da corso Mortara
- a ovest da via Orvieto

Un tempo nota come Barriera di Lanzo (da non confondersi con l'attuale omonima) e, successivamente, come Vecchia Barriera di Lanzo, la Borgata Tesso è un esempio di quartiere operaio e piccolo borghese sorto a cavallo fra il XIX e il XX secolo, sotto la spinta della prima industrializzazione di Torino. Ancora oggi la zona mantiene gran parte del suo stile architettonico originario, poco interessato dagli sviluppi dell'edilizia moderna.
A livello amministrativo, il quartiere è considerato un rione di Borgata Vittoria, nonostante la storica separazione dovuta ai binari della Torino-Ceres; l'interramento della ferrovia, fra l'altro, ha permesso di ricucire i due quartieri, a lungo separati dalle rotaie in superficie. 

## Storia

### Età preindustriale
Sino alla metà del XIX secolo le terre a nord del fiume Dora erano zone prevalentemente rurali, caratterizzate da una notevole presenza di cascine e da ampie distese di campagna. Poche erano le strade principali che le attraversano, sviluppate più spesso come vecchie provinciali dirette al di fuori dei confini cittadini. 
Le terre di nord-ovest, in particolar modo, erano percorse obliquamente da una lunga via maestra, conosciuta al tempo come strada provinciale di Lanzo (precedentemente strada della Venaria Reale), un'importante via di comunicazione che collegava Torino alle Valli di Lanzo e alla residenza reale di Venaria. Un'altra vecchia strada, detta strada antica di Lucento, collegava invece la campagna nord-ovest di Torino alla città, raggiungendo così il territorio di Lucento.
Per quanto riguarda Borgata Tesso, l'area in cui oggi sorge il quartiere era nota da secoli come Riva Gagliarda (Ripa Gagliarda, secondo la dizione antica). Storicamente, Riva Gagliarda sorgeva sul pianalto che costeggiava a nord il vecchio corso della Dora (lo stesso pianalto percorso anche da strada antica di Lucento), occupando così una regione ben più grande della sola Borgata Tesso; l'area, nel suo complesso, comprendeva diverse porzioni dei moderni quartieri di Madonna di Campagna, Borgo Vittoria, Aurora e, in misura minore, Barriera di Milano.
A metà secolo, tuttavia, la costruzione della ferrovia per Novara e successivamente di quella per Cirié e Lanzo comportarono un netto frazionamento di questa regione, delineando in tal modo le linee di sviluppo dei futuri quartieri. Lo stesso toponimo Riva Gagliarda divenne sempre più desueto nei decenni successivi e i confini cui alludeva vennero parzialmente ridimensionati, arretrandoli verso ovest (fino al tracciato della Torino-Milano); nel primo Novecento il toponimo fu ormai quasi dimenticato.
In termini generali, ad ogni modo, va ricordato che buona parte dell'area nord-occidentale di Torino rientrava all'epoca nella sfera di Madonna di Campagna (ad eccezione di Lucento), in particolar modo nel tratto compreso fra la Dora Riparia, i confini di Lucento, la Stura di Lanzo e l'antica Strada Reale d'Italia (oggi corso Vercelli). Probabilmente questo contribuì all'obsolescenza del toponimo Riva Gagliarda, successivamente insidiato anche dai crescenti quartieri di Barriera di Lanzo, Borgo Vittoria, Aurora e Barriera di Milano (gli stessi quartieri, fra l'altro, che ridefinirono anche i confini di Madonna di Campagna, sempre più arretrata verso ovest).

### Industrializzazione a cavallo fra Ottocento e Novecento
La seconda metà dell'Ottocento fu un periodo fondamentale per l'evoluzione urbanistica di Torino. Diverse opere, quali la costruzione delle ferrovie, l'insediamento della cinta daziaria e la realizzazione del canale Ceronda in Torino Nord, costituirono un forte incentivo alla prima industrializzazione della città.
Riva Gagliarda, in questo contesto, andò incontro a profondi cambiamenti nel suo tessuto socio-economico, diventando un'importante protagonista degli sviluppi industriali del secolo. La zona, infatti, era servita da due importanti ferrovie (la Torino-Milano e la Torino-Ceres) e sorgeva appena al di là della cinta del dazio, in prossimità della barriera di Lanzo, godendo in tal modo di un regime fiscale più favorevole rispetto al territorio interno alle mura (in termini di prezzi e costi di produzione). Il canale Ceronda, inoltre, passava proprio lungo queste terre nell'Oltredora torinese, potenziando così la disponibilità di energia idraulica per l'industria locale.

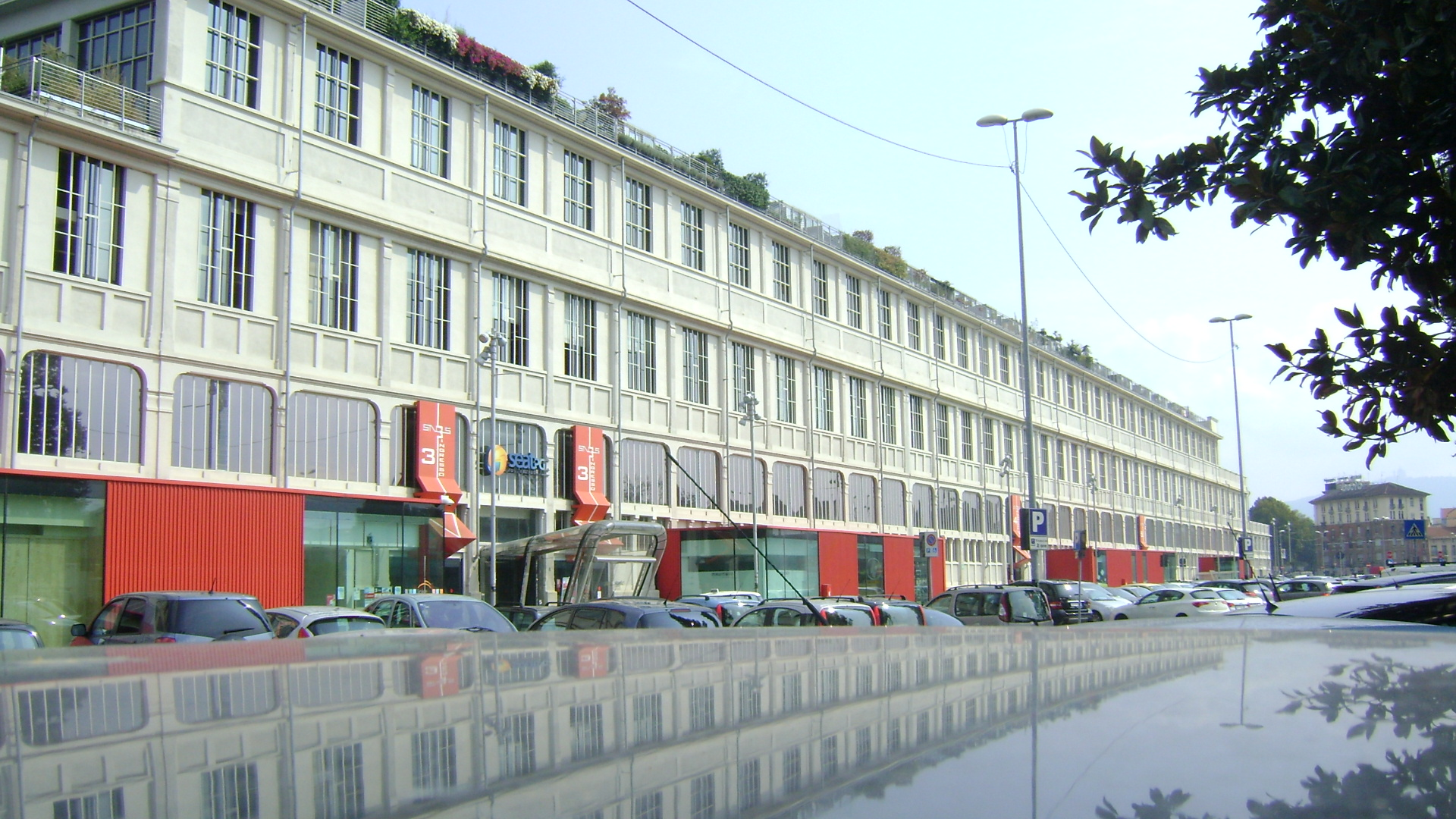
Le ormai ex Officine Savigliano, oggi sede dello SNOS Gallery Centre

L'insediamento delle prime fabbriche non tardò a venire alle porte della barriera. Nel 1869 alcuni terreni della cascina Grangetta vennero ceduti all'opificio Galoppo, stabilimento destinato alla filatura e tessitura di lana, cotone e canapa. Pochi anni dopo, nel 1882, lo stesso impianto venne rilevato dalla SAIA (Società Anonima Italiana Ausiliaria), ditta specializzata nella “fabbricazione, l'acquisto, la vendita […] la manutenzione e la riparazione di ogni sorta di materiale fisso o mobile per tramvie e strade ferrate”; nel 1889 la ditta passò definitivamente alla Società Nazionale Officine di Savigliano (SNOS).
Negli stessi anni, lungo la strada provinciale di Lanzo, aprì i battenti l'opificio Prochet Gay e Co. (1871), fondato da Michele Prochet - l'inventore del cioccolatino gianduiotto - e impegnato nella produzione cioccolatiera. Questo impianto, tuttavia, ebbe poca fortuna e la Prochet Gay e Co. fu costretta a venderlo già l'anno successivo (forse per via delle infiltrazioni che il canale Ceronda provocava nei magazzini); trasformato dapprima in cotonificio dalla ditta Peyrot e Figli, lo stabilimento cambiò più volte proprietà nei decenni successivi.
Alle fabbriche stabilitesi nel quartiere (fra le altre la Società Anonima Trinchieri, produttrice di vini aromatizzati e particolarmente nota per il vino chinato Trinchieri) si accompagnarono nel Novecento i grandi impianti siderurgici delle Ferriere Piemontesi, che si insediarono dapprima al di sotto della Dora (nella regione di Valdocco) e successivamente, col passaggio di proprietà alla FIAT, vennero ampliati ed estesi nell'Oltredora, a ovest dell'attuale via Orvieto. Un simile destino toccò anche alla Michelin, il cui stabilimento si estendeva tanto a sud quanto a nord del fiume, interessando direttamente il perimetro della borgata (fra via Orvieto, via Tesso, corso Mortara e le officine Savigliano).
Questi impianti, così come altri in prossimità del quartiere, inquadrano bene gli sviluppi della zona a cavallo fra i due secoli, sviluppi che incisero fortemente sulla crescita della vecchia Barriera di Lanzo.

### Nascita del quartiere
Al di fuori delle fabbriche, il centro abitativo e residenziale del quartiere si sviluppò più intensamente fra gli anni ottanta e novanta dell'Ottocento, con le lottizzazioni dei terreni agricoli posti intorno allo stradale di Lanzo.
Il nuovo borgo assunse presto il nome di Barriera di Lanzo, per via dell'omonima barriera del dazio presso cui sorgeva, e si caratterizzò subito come borgata operaia e piccolo borghese, abitata tanto dalla manovalanza industriale quanto da commercianti e imprenditori di zona. 

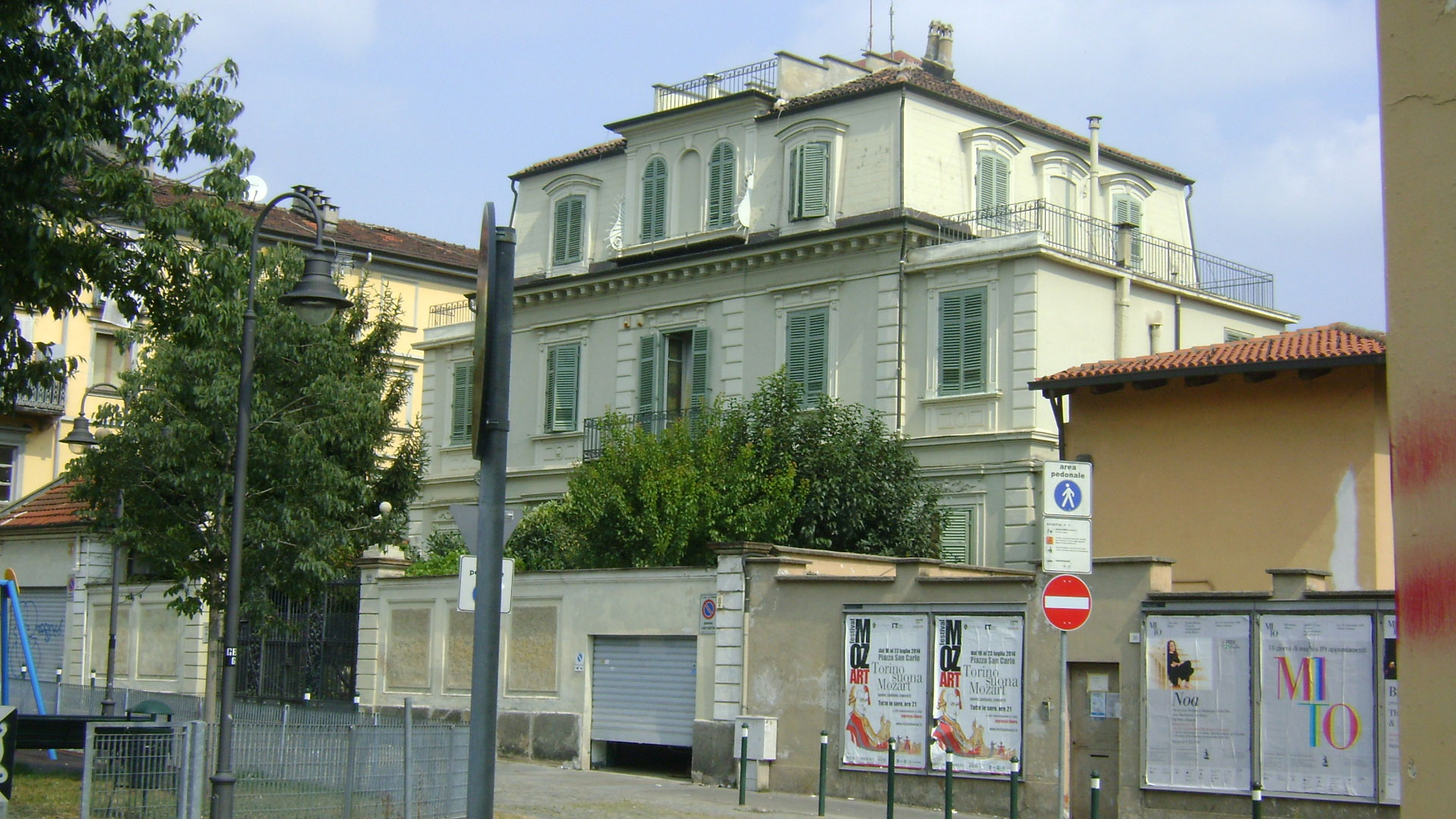
Caratteristico villino ottocentesco della vecchia Barriera di Lanzo

Fra le case della piccola borghesia, esempi di rilievo sono il villino dell'orologiaio Pio Cesa (in via Giachino 32), uno dei primi edifici residenziali del quartiere, e la cosiddetta casa Chiavazza (in via Tesso 10), proprietà dei coniugi Chiavazza attivi nel commercio e nell'imprenditoria locale di allora. Fra le molte case da reddito, invece, vale la pena ricordare casa Hänhel (in via Giachino 53), situata nel complesso dell'opificio Hänhel e appartenente all'industriale Max Hänhel, e casa Rovey (in via Giachino 16), appartenente all'imprenditore Luigi Rovey e affittata agli operai delle industrie conciarie e metalmeccaniche di zona.

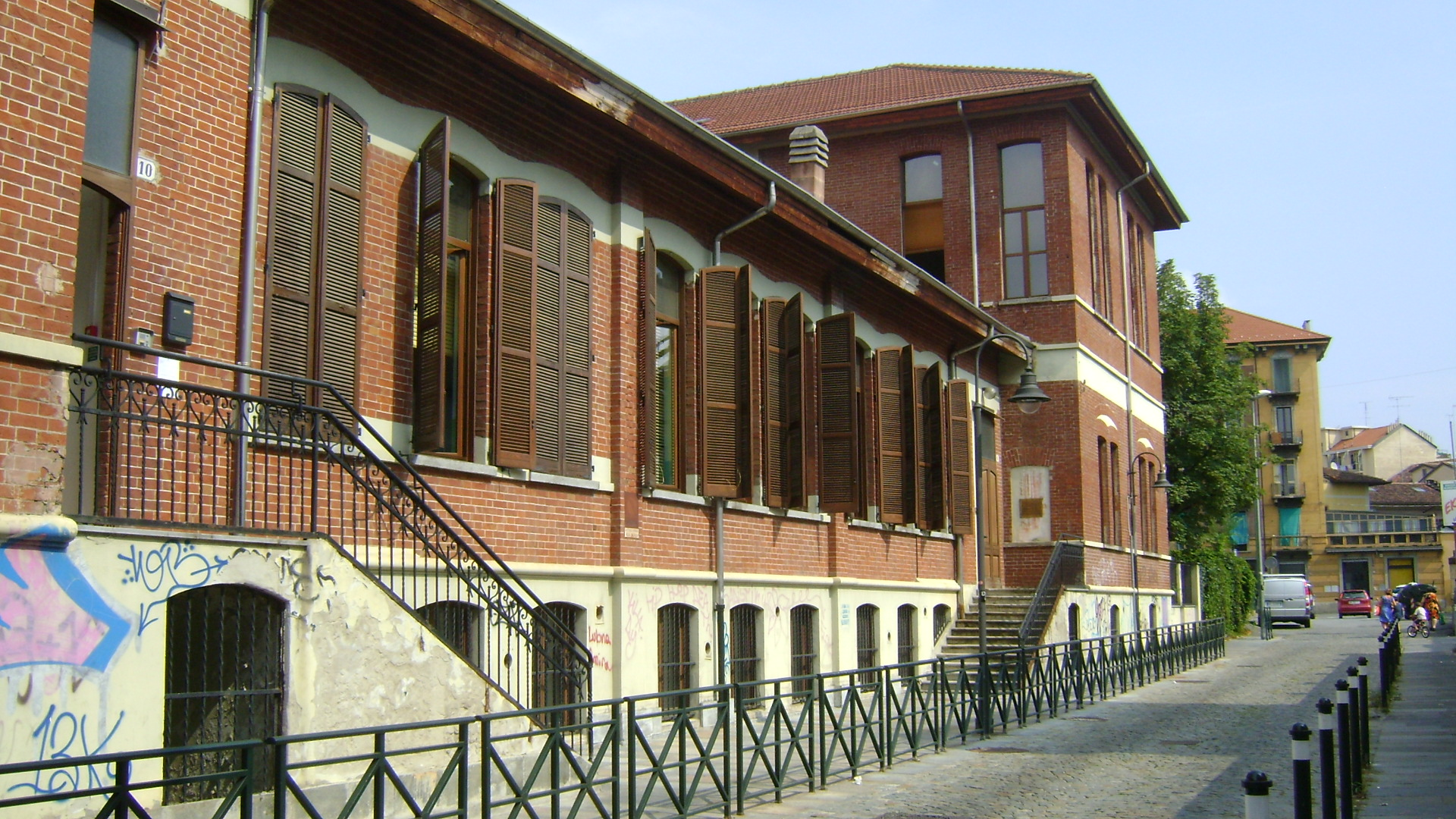
Scuola di infanzia Candido Viberti, già asilo infantile Vittorio Emanuele III e Asilo Infantile della Barriera di Lanzo

In quegli anni, a proposito del contesto sociale, la borgata fu molto coinvolta nell'associazionismo operaio di fine secolo, contando ben cinque Società di Mutuo Soccorso all'interno dei suoi confini.
Nell'ambito dell'educazione, invece, il quartiere si dotò ben presto di una scuola infantile, nota all'epoca come Asilo Infantile della Barriera di Lanzo (oggi Scuola d'infanzia Candido Viberti). L'asilo, inaugurato il 1º ottobre 1886, nacque su iniziativa di un gruppo di proprietari, industriali e operai di zona per rispondere ai problemi legati alla forte crescita demografica dell'area.
Per quanto riguarda i trasporti, Barriera di Lanzo godette subito di un'importante stazione ferroviaria, conosciuta in origine come Sussidiaria della linea Torino-Novara. Realizzata fra il 1855 e il 1856, questa prima stazione venne demolita e ricostruita negli anni novanta dell'Ottocento, prendendo il nome di Succursale di Porta Susa (solo più tardi si affermò il nome di stazione Dora).

### Gli sviluppi del Novecento
Barriera di Lanzo continuò a ingrandirsi nei primi anni del Novecento, con la crescita dell'attività edilizia e l'insediamento di nuove fabbriche ed esercizi commerciali. Il suo sviluppo lungo la provinciale di Lanzo le assicurava una certa centralità nell'area a nord-ovest della cinta daziaria, servendo da porta di ingresso verso Torino.
Per rendere più agevole la viabilità locale, nel 1907 si provvide all'apertura del primo tratto di via Stradella (tra gli attuali Largo Giachino e via Chiesa della Salute) e, contestualmente, fu costruito il cavalcavia sopra la linea ferroviaria per Novara (dando forma all'attuale piazza Baldissera). Nel 1912 venne inaugurato il ponte Amedeo IX il Beato, che, posto sull'asse delle odierne vie Orvieto e Livorno, collegava il quartiere con la borgata di Valdocco al di sotto della Dora.
L'apertura di via Stradella, tuttavia, costituì di fatto un deterrente per Barriera di Lanzo, che si vide relegata ai margini della nuova direttrice stradale. La vecchia strada di Lanzo, infatti, perse la sua identità di strada provinciale e divenne semplicemente la via principale della borgata, sempre più isolata e costretta all'interno dei suoi confini. Mentre le fabbriche continuarono a proliferare, il quartiere andò incontro a un lento declino sotto l'aspetto residenziale: con il passare degli anni molte case cedettero sempre più ai segni del tempo e, ormai in stato di degrado, furono convertite in abitazioni da reddito, destinate per poco prezzo a operai e famiglie di immigrati provenienti da fuori Torino.
La vita di borgata, ad ogni modo, non si spense affatto nei decenni successivi e nuove realtà contribuirono ad animarla. Fra queste, un caso singolare fu quello dell'Osteria del Moro, una vecchia osteria di zona che divenne allora un vero e proprio punto di riferimento per i residenti del borgo. Da questa osteria, ad esempio, prese il nome la cosiddetta Cricca del Moro, un noto gruppo di giovani e meno giovani del quartiere che, nel primo dopoguerra, costituirono il tessuto comunitario della Barriera di Lanzo. Un altro caso, inoltre, fu quello del circolo Monte San Michele, gruppo rionale dell'Associazione Nazionale Combattenti (ANC) che riuniva i reduci della Prima Guerra Mondiale provenienti dai quartieri di Madonna di Campagna e Borgo Vittoria. Il circolo, fondato fra il 1928 e il 1929, era anch'esso un punto di ritrovo locale e disponeva fra l'altro di una sala da ballo frequentata dai giovani della zona.
Nel secondo dopoguerra nuovi sviluppi si verificarono nel quartiere, soprattutto lungo le aree periferiche rispetto all'asse di via Giachino.
Al 1950 risale ad esempio la costruzione della Casa di Carità Arti e Mestieri, ente di orientamento e formazione professionale di stampo cattolico, fondato dall'Unione Catechisti e dai Fratelli delle Scuole Cristiane. L'istituto, costituitosi nel 1925 in Barriera di Milano, offriva accesso gratuito agli studenti e affiancava all'addestramento professionale una dimensione formativa diretta a giovani e lavoratori: grandi industrie quali la Lancia e la Michelin affidarono proprio alla Casa di Carità la formazione di maestranze qualificate.
Fra il 1969 e il 1971 fu la volta invece della sopraelevata di corso Mortara, un'imponente infrastruttura stradale che scavalcava la ferrovia per Milano nei pressi della stazione Torino Dora, unendo così corso Mortara a corso Vigevano. L'opera, che osservata dall'alto assumeva una curiosa forma ad anello, nacque con l'intento di agevolare la viabilità in questo tratto di Torino, divenuto allora uno dei punti nodali del traffico cittadino.
Nel 1997 sono state ultimate le Torri Michelin Nord.

## Arte nella Borgata
A far data dall'anno 2009 il Comune di Torino ha iniziato un'opera di profonda riqualificazione funzionale del quartiere, con limitazioni alla circolazione veicolare, rifacimento delle pavimentazioni con strade in cubetti di porfido e marciapiedi in lastre di Luserna, inserimento di nuovi elementi di arredo urbano, ampliamento delle aree verdi e rifacimento dell'illuminazione pubblica.
Nel 2010 sul frontespizio cieco della Casa Hänhel di via Errico Giachino 53 all'angolo con corso Benedetto Brin, tramite un bando pubblico promosso dalla Fondazione Contrada Torino denominato "Colori ad Arte" è stato realizzato un murale, opera del giovane pittore torinese Mauro Fassino. Il murale, che raffigura un enorme piccione rintanato in una nicchia, tratta i temi della migrazione e del desiderio di una casa, il "nido", che hanno accomunato tanti lavoratori giunti a Torino in seguito all'immigrazione. Come il piccione viaggiatore, il migrante è obbligato a separarsi dalla sua famiglia e indirizza ogni suo sforzo per ritrovarla.

A maggio del 2010, durante la festa annuale del borgo organizzata dall'Associazione TeSSo, associazione di promozione sociale del quartiere costituitasi nel 2008, i cittadini hanno potuto assistere "dal vivo" alla inusuale decorazione dei cassonetti della raccolta rifiuti ad opera dei writers dell'Associazione Artefatti. Nel settembre 2013 l'iniziativa è stata replicata durante un altro evento, per colorare i cassonetti sostituiti dopo il cantiere di riqualificazione del suolo pubblico.

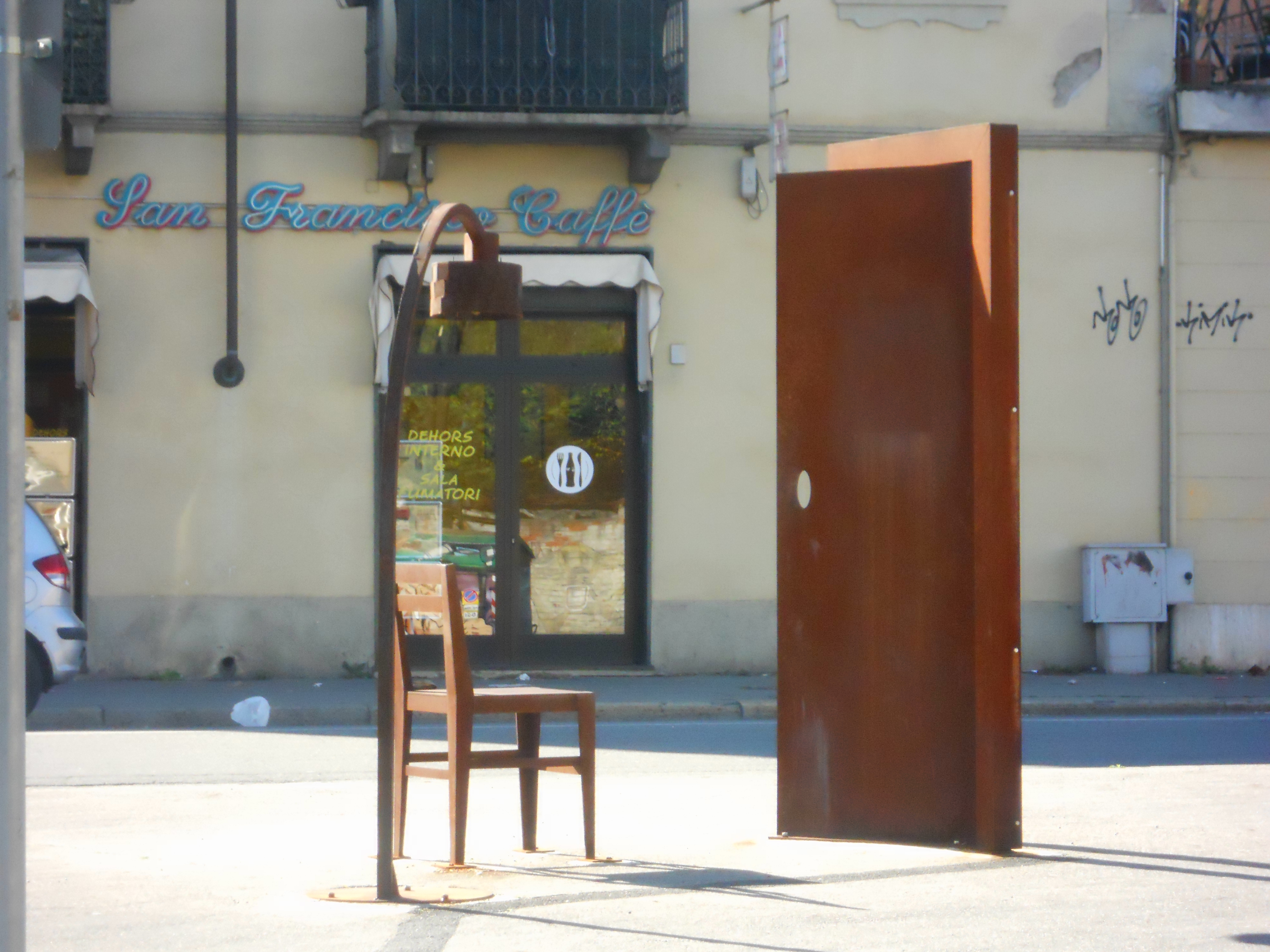
Installazione artistica nella Borgata Tesso

Nel 2012, su proposta dell'Associazione TeSSo e con il supporto del Comitato Parco Dora, Fondazione Contrada ha promosso un nuovo bando di arte pubblica, "Luci nel Borgo", anche questo rivolto ad artisti under 35, che aveva come finalità quella di realizzare 3 installazioni artistiche connotate da elementi luminosi in corrispondenza dei “punti di entrata” della Borgata Tesso.
I vincitori sono risultati i seguenti:
- Daniele Beccaria, con un'installazione collocata all'angolo tra via Giachino e via Orvieto, intitolata Ti Aspetto Sveglio[58]

- Art Manal, con un'installazione collocata all'angolo tra via Orvieto e corso Benedetto Brin, intitolata InfiniTess[59]
- Mauro Fassino, con un'installazione collocata all'angolo tra via Luigi Gramegna e via Stradella, intitolata Borgata Tesso[60]

Le installazioni luminose sono state realizzate dalla Fondazione Casa di Carità, che ha messo a disposizione i propri laboratori, coinvolgendo i detenuti nel carcere Santa Caterina di Fossano allievi del corso di saldo-carpenteria.Nel 2014 l'Associazione TeSSo, in collaborazione con la Galleria Square23 di Torino, ha realizzato alcuni interventi di muralismo contemporaneo, come l'opera dell'artista neo-pop Tvboy in via Giachino 30 e il murale dell'artista Etnik in via Salvini 9.
A seguito di questi interventi l'associazione Il Cerchio E Le Gocce, associazione culturale che da quasi quindici anni si occupa di diffondere la cultura underground, l'arte di strada e il graffiti writing all'interno della città, ha incluso il territorio della borgata negli itinerari degli "Street Art Tour", percorsi artistico culturali che si sviluppano lungo le strade della città per far conoscere le opere di muralismo e d'arte di strada realizzate durante festival cittadini e/o manifestazioni culturali.

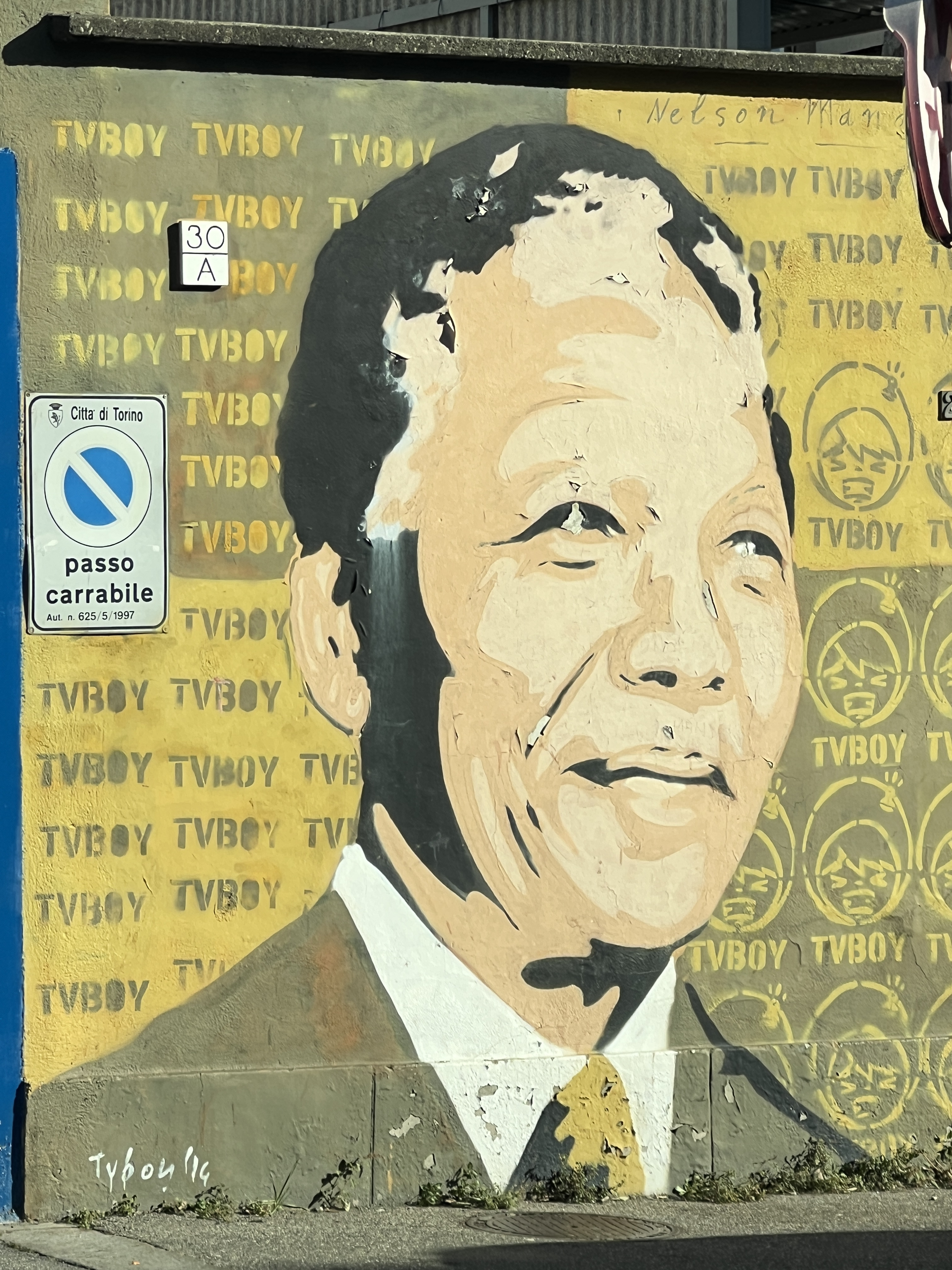
Nelson Mandela - Tvboy - Borgata Tesso Torino

Nel 2014 anche il noto street artist TvBoy fa comparire una sua opera in Borgata Tesso e precisamente in via Giachino 30A. Il murales, che ancora oggi è perfettamente conservato e visibile, raffigura Nelson Mandela. 
Nel 2015 il patrimonio artistico del borgo si è arricchito di un ulteriore intervento di muralismo ad opera dell'artista Corn79 che ha realizzato un murale in via Salvini angolo via Giachino. Ad un anno dalla nascita degli “Street Art Tour”, sempre in collaborazione con la Galleria Square23 e Il Cerchio e le Gocce, e con il supporto di Bad Cap, un grande festival ha valorizzato ulteriormente il quartiere con il contributo di artisti come Mr.Thoms, Mrfijodor, Wubik, Bans, Piove, Jaman, Mauro149 e Mach505 di Truly Design, Zorkmade, Trojan, Encs, Refreshink, Giano 306.
Dal febbraio 2016 in via Giachino 61 campeggia il quindicesimo intervento d'arte di strada: l’opera di Kj263, eclettico artista tedesco di origini russe il cui stile a volte surreale miscela in maniera affascinante e ironica la vita quotidiana e la finzione, rappresenta una coppia di danzatori, cittadini di una qualsiasi nazione, sospesi nello spazio a creare un’atmosfera di gioia e positività.